# 徳雲寺 (久留米市)
徳雲寺（とくうんじ）は福岡県久留米市にある臨済宗妙心寺派の寺院。山号は円明山、本尊は釈迦如来。

## 概要
久留米藩初代藩主の有馬豊氏によって元和9年（1623年）に創建。宝暦4年（1754年）の農民一揆のとき、当時の住職が活躍した。
久留米絣の創始者である井上伝の墓がある。1965年（昭和40年）、久留米出身の近代建築家として知られる菊竹清訓が設計を手掛けた納骨堂を建立。1978年（昭和53年）に建立された本堂も菊竹の手によるもの。